# Giuseppe Cannovale
Giuseppe Cannovale (Messina, 1864 – 1938) è stato un ingegnere, urbanista e imprenditore italiano.

## Biografia

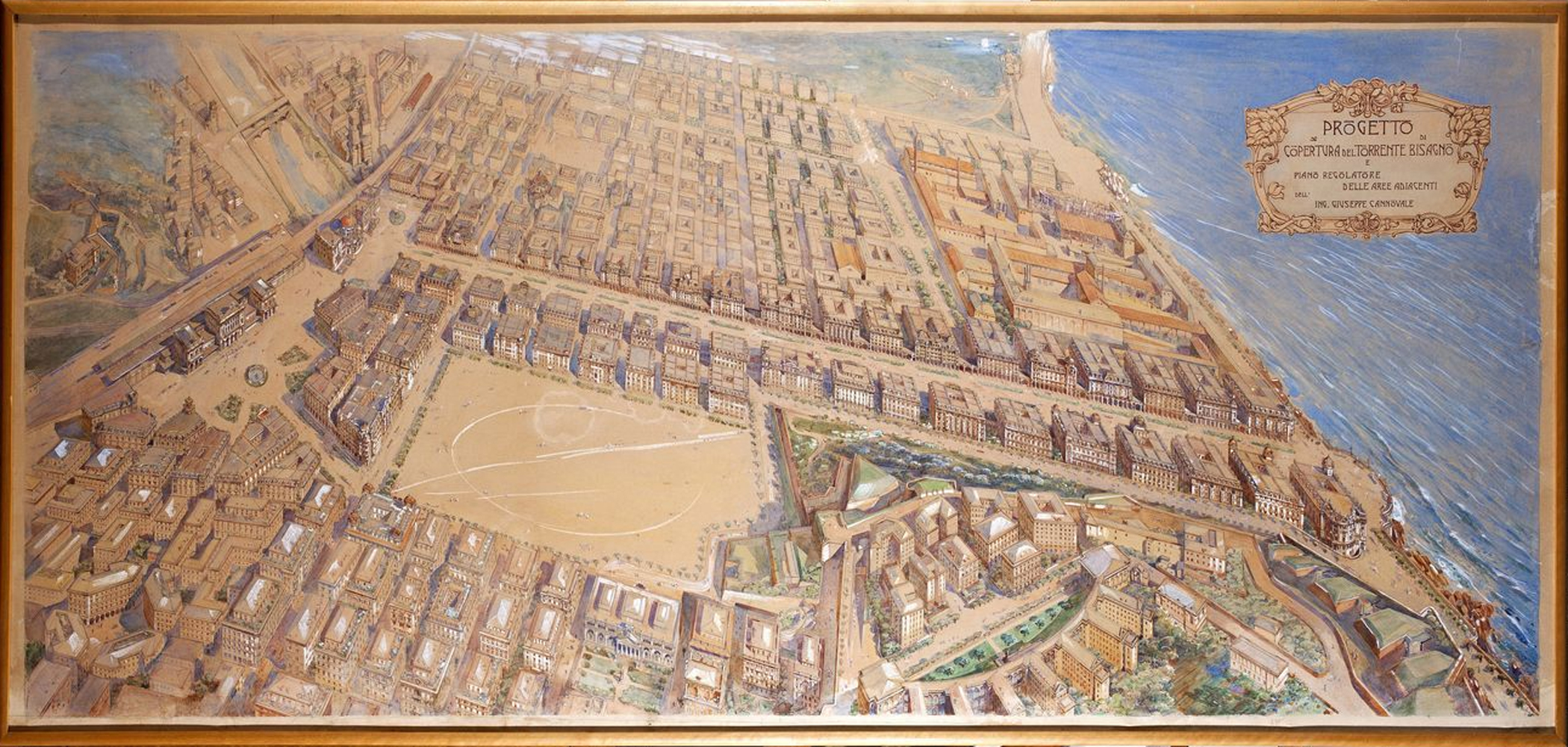
Progetto di copertura del Bisagno e piano regolatore, Genova, 1905; si notano, in basso a sinistra, via XX Settembre già nella sua struttura moderna, col Palazzo delle Cupole, piazza Colombo, mentre all'estremo opposto il grande Ospedale Galliera

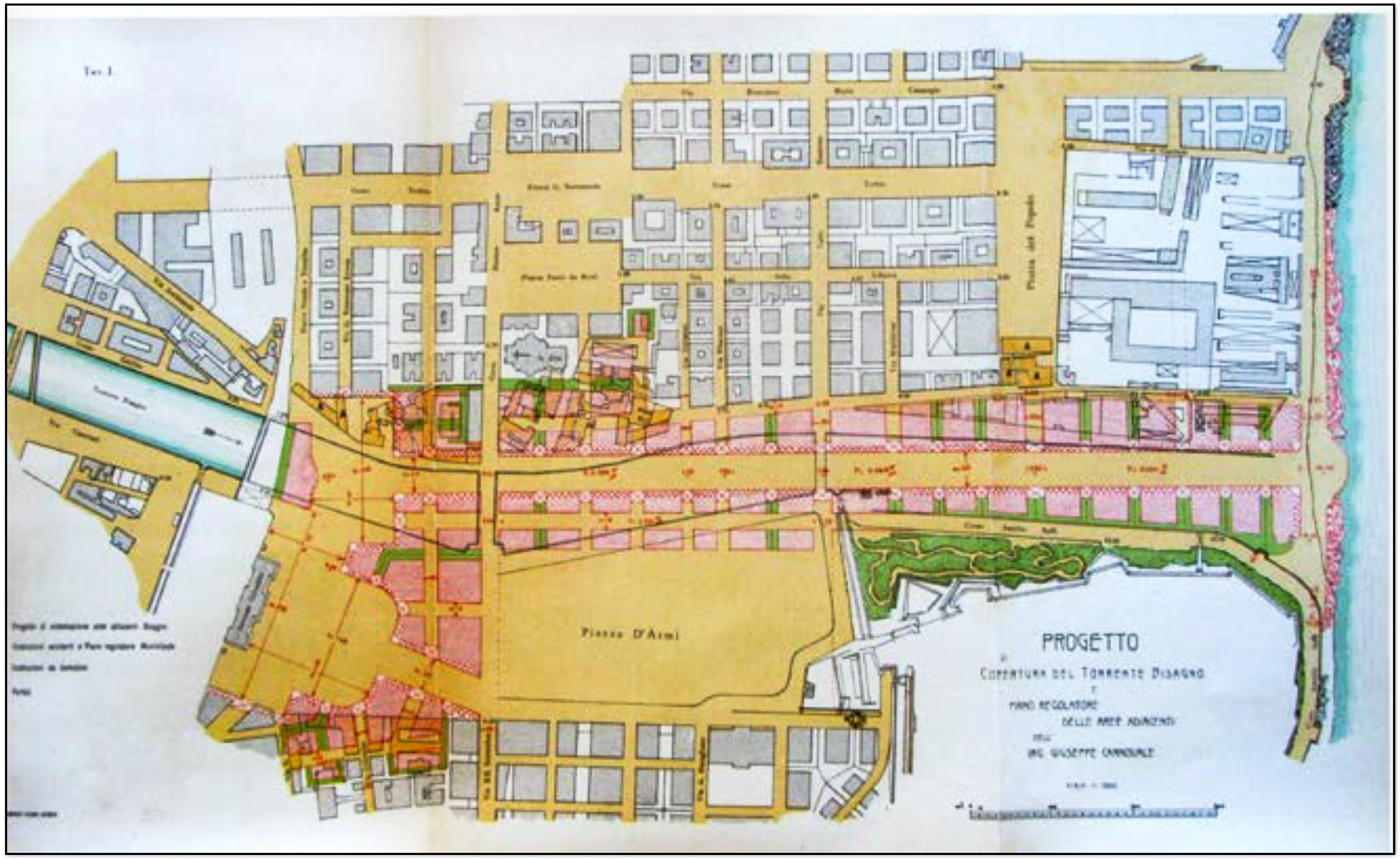
Il piano regolatore per la riqualificazione delle aree adiacenti al torrente Bisagno

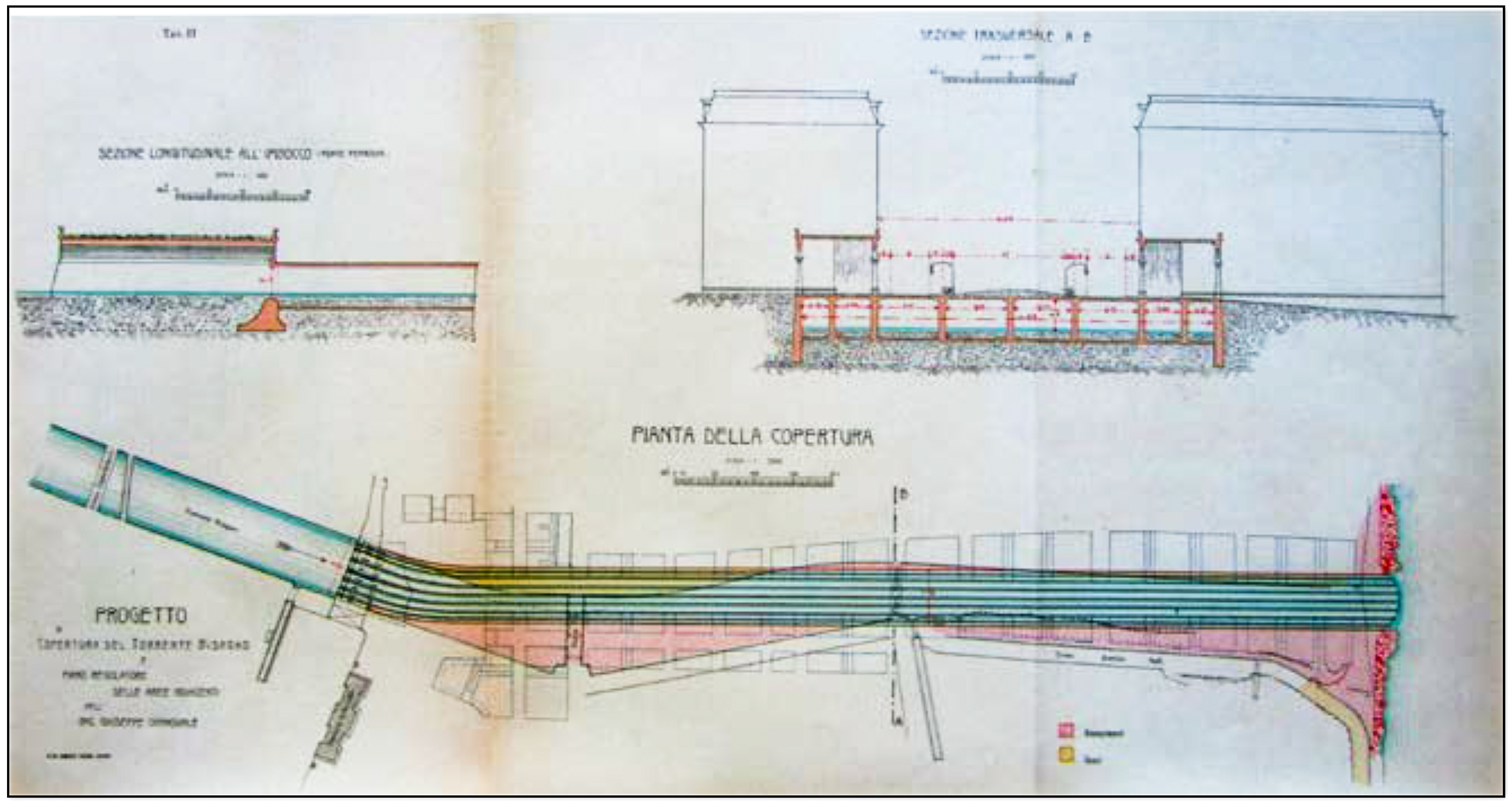
Il progetto tecnico per la copertura del torrente

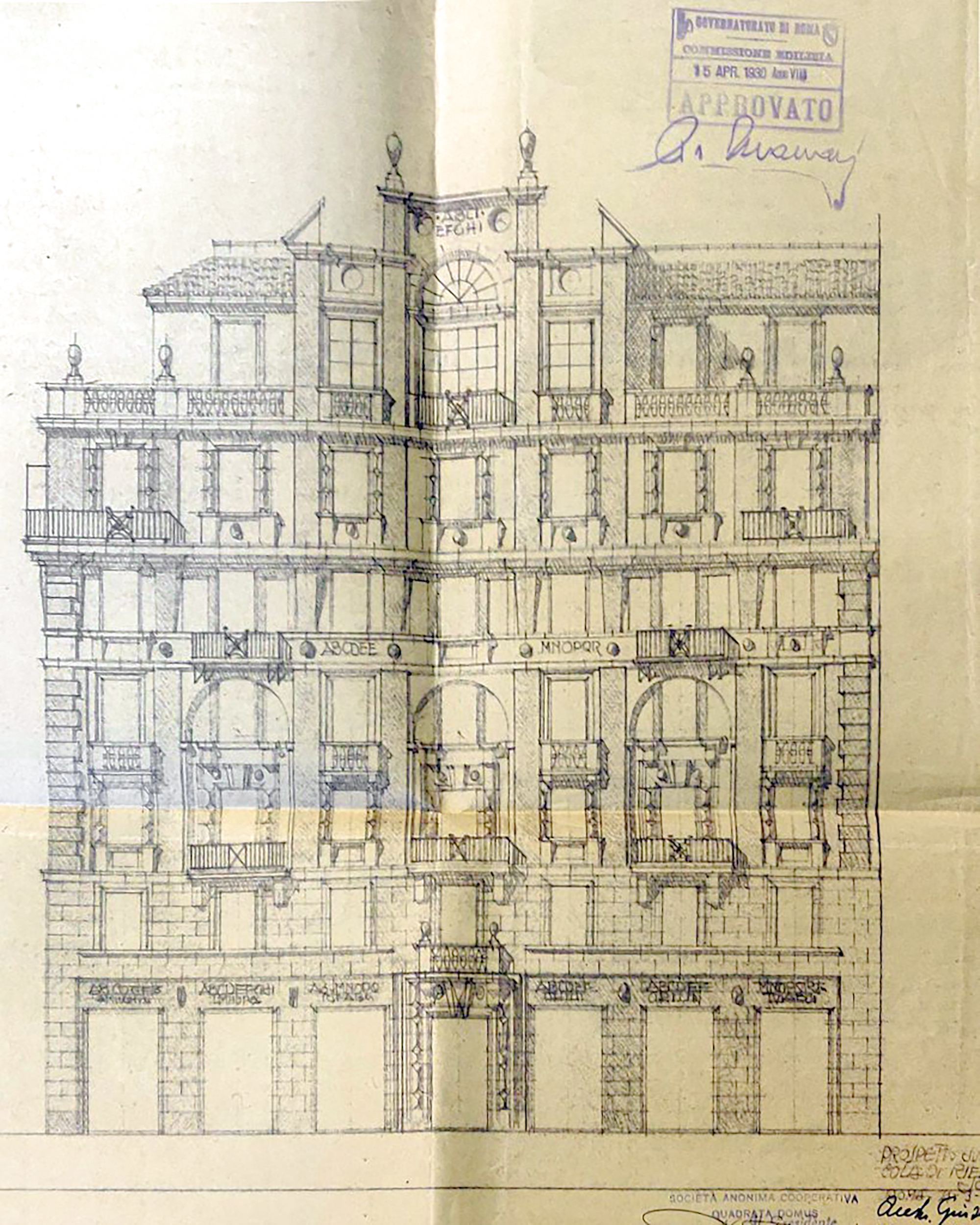
Il progetto per piazza Cola di Rienzo a Roma

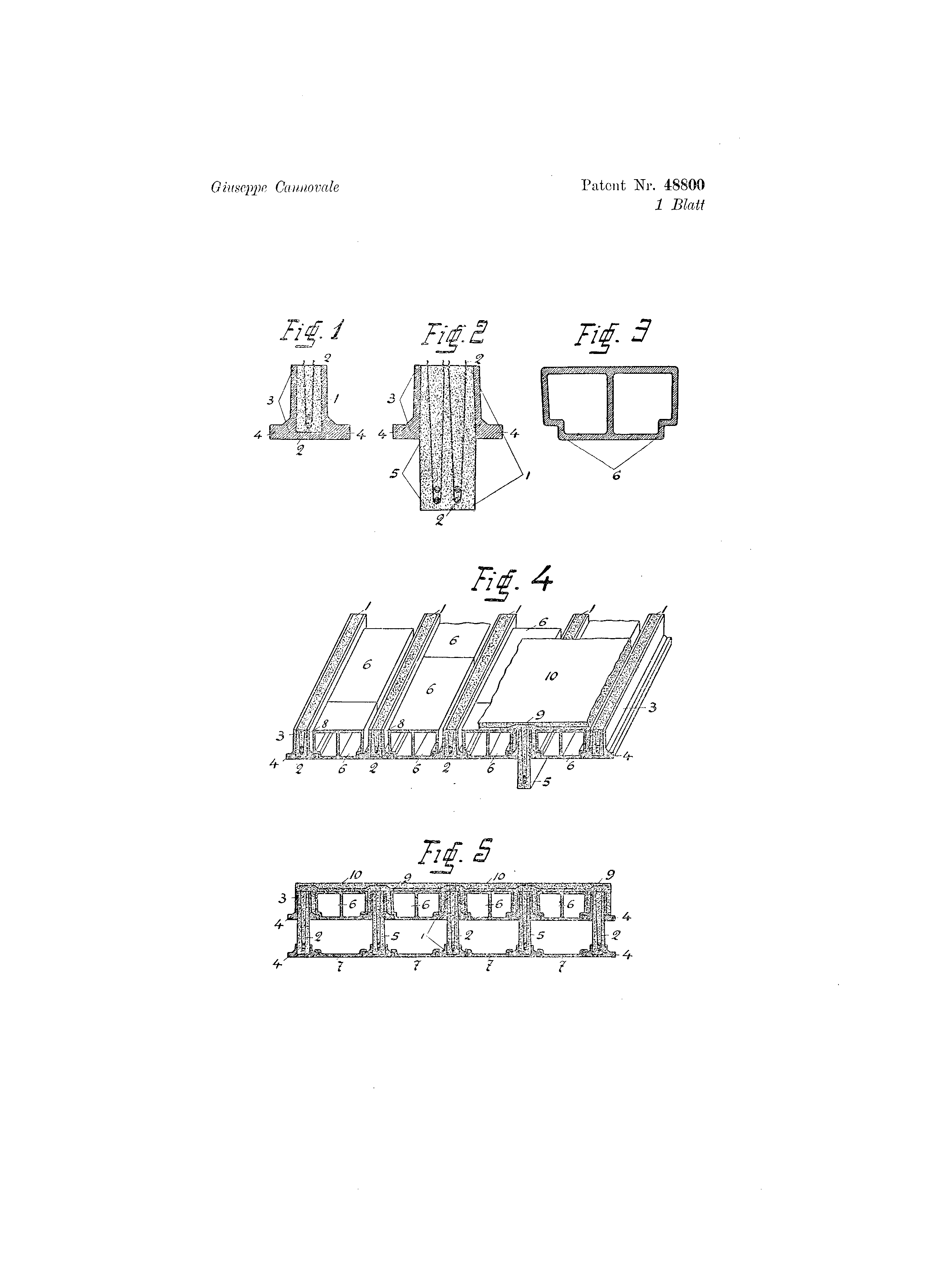
Uno dei brevetti di Cannovale

Giuseppe Cannovale nacque a Messina da Tommaso Cannovale. Nel 1884 si iscrisse alla Regia scuola d'applicazione per gl'ingegneri di Torino, divenendo ingegnere civile nel 1889. Nel 1892 partecipò al concorso per diventare ingegnere per il Ministero delle Finanze, senza tuttavia collocarsi fra i primi dodici posti richiesti. Già dal 1896 risultava avere il proprio studio in Corso Vittorio Emanuele II a Torino, per poi trasferirsi brevemente in provincia di Alessandria, a Tortona.
Fece fortuna, però, trasferendosi a Genova nei primi anni del Novecento. Prese studio nella centrale via Frugoni 15, accanto a via XX Settembre, dove erano in corso grandi opere urbanistiche e operavano i maggiori architetti dell'epoca, fra cui Coppedè, Rovelli, Pesce Maineri, Gamba, Carbone, Orzali, Cuneo, Croce, Giuseppe Tallero, G. B. Carpineti, i fratelli Celle e altri. Giunse nel capoluogo ligure in un momento importante per la città, quando l'assetto stava cambiando e grandi quartieri residenziali stavano nascendo. La più significativa trasformazione dell'area, quella che si apriva in posizione antistante alla stazione di Genova Brignole giungendo sino a Corso Italia, fu la copertura del torrente Bisagno e il piano regolatore delle aree adiacenti. Le opere furono lungamente discusse e finalmente deliberate nel 1919, per essere poi terminate nel 1930. Fra gli studi utilizzati per l'intervento vi furono quelli di Cannovale, il primo presentato, di Pesce-Maineri (quello approvato, poi, con modifiche), di Picasso, Orzali e altri.
Significativi, soprattutto in ottica storica, furono gli studi svolti da Cannovale riguardo al torrente Bisagno. In particolare, fra il 1905 e il 1907 studiò e rilevò la corretta portata massima del torrente in caso di piena, e propose specifici progetti ingegneristici che, se accolti, avrebbero evitato le molte catastrofiche alluvioni verificatesi a Genova in tutto il secolo successivo, come si constatò solo negli anni 2000.
In seguito si dedico in particolare alla progettazione civile e all'innovazione tecnica-industriale. All'inizio del secolo la tecnologia ingegneristica moderna era agli albori, con numerose innovazioni che si susseguivano, la più importante delle quali fu il sistema Hennebique, o cemento armato. Cannovale iniziò quindi a concepire i propri progetti con un approccio anche imprenditoriale, diventando concessionario esclusivo per l'Italia del sistema di produzione del cemento Wayss & Freytag, uno dei primi nella storia delle moderne costruzioni in cemento. Nel 1906 brevettò un "nuovo sistema di costruzioni in cemento armato a camera d'aria" e poi un "nuovo sistema Cannovale Solai Monolitici a camera d'aria", che si diffusero (usato per esempio nella costruzione dell'Ospizio Marino Bolognese Provinciale di Rimini) e grazie ai quali quale fece fortuna. Nel giro di pochi anni, ampliò il proprio studio fondato a Genova aprendo, con l'industriale Ernesto Dellepiane di Pontedecimo, sedi nelle principali città italiane: Genova, Milano, Roma e Bologna, affermandosi come una delle prime aziende specializzate nelle costruzioni in cemento armato in Italia. L'impresa progettò negli anni successivi più di 600 commesse per un valore di oltre venti milioni di lire, occupandosi della fornitura di ossature e progettazione per dighe, ponti, bacini, gasometri e altre strutture per le Ferrovie dello stato, ministeri, enti pubblici e privati.
Cannovale alternò sempre l'attività imprenditoriale a quella progettuale. Nel 1908 progettò la distilleria di Pontelagoscuro a Ferrara. Nel 1910 fu autore del celebre Teatro Eden a Genova, «il più noto e meglio frequentato fra i locali di varietà», inaugurato nel 1910 e costruito in stile Luigi XV. Annesso al teatro vi era anche un ristorante. Fra il 1919 e il 1921 svolse perizie e si occupò della progettazione dell'Istituto professionale Piero Gaslini nel comune di Bolzaneto.
Alla fine degli anni Venti, con l'aumentare delle commissioni, si trasferì a Roma, occupandosi di ingegneria civile ma anche urbanistica, proponendo per esempio un progetto di riqualificazione per l'isolato tra piazza Cola di Rienzo e via Valadier (con parti che ricevettero il parere positivo della commissione edilizia ma furono poi ignorati in corso d'opera). Dalla metà degli anni Trenta fu nominato presidente della STIG (Società Tolfetana Industria Gessi), con sede in Lungotevere dei Mellini, mentre il suo studio ingegneristico era collocato nella centrale piazza Cola di Rienzo, in rione Prati. Anche in età avanzata continuò nella ricerca di nuove soluzioni ingegneristiche, depositando nel 1938 con l'ingegnere Angelo Illario, un brevetto per una tipologia di "solaio misto in cemento armato e laterzi costituito da travi tubolari fabbricati fuori d'opera".
Per i suoi meriti nel campo ingegneristico e industriale, nel 1931 il Re lo nominò ufficiale e nel 1933 commendatore, mentre nei primi anni '10 era stato nominato cavaliere.
Morì nel 1938, riservando alcuni lasciti testamentari a Napoli. Nella sua raccolta personale risultava una significativa tela del pittore seicentesco Antonio Amorosi, dal titolo  Suonatore.

## Opere
- Giuseppe Cannovale, La scienza dell'ingegnere applicata, Torino, Augusto Federico Negro Tip. Edit., 1894.
- Giuseppe Cannovale e Gustavo Credazzi, Progetto di Aula parlamentare nel palazzo di Montecitorio, Voghera, Stabilimento tipografico Gatti-Rossi-De Foresta Succ. G. Gatti, 1897.
- Giuseppe Cannovale, Progetto del torrente Bisagno e Piano Regolatore delle aree adiacenti, Genova, Pagano, 1905.